# Perilissus compressus
Perilissus compressus är en stekelart som beskrevs av Thomson 1883. Perilissus compressus ingår i släktet Perilissus och familjen brokparasitsteklar. Arten är reproducerande i Sverige. Inga underarter finns listade i Catalogue of Life.